# Pyrobaculum
Genre
Espèces de rang inférieur
- Pyrobaculum aerophilum
- Pyrobaculum arsenaticum
- Pyrobaculum calidifontis
- Pyrobaculum islandicum
- Pyrobaculum neutrophilum
- Pyrobaculum oguniense
- Pyrobaculum organotrophum

Pyrobaculum est un genre d'archées de la famille des Thermoproteaceae. Il s'agit d'un microorganisme hyperthermophile à Gram négatif en forme de bâtonnet, entouré d'une couche S de sous-unités protéiques.
En conditions anaérobies, ces archées réduisent les nitrates NO3– en azote N2 par dénitrification. La plupart de ces espèces sont chimiolithoautotrophes en réduisant le soufre ou organotrophes par respiration soufrée ou par fermentation. Les cellules sont en forme de bâtonnets avec des extrémités presque rectangulaires et mesurent environ 1,5  à   8 μm de long pour 0,5  à   0,6 μm de large. Elles sont généralement mobiles grâce à des flagelles, ayant une ciliature péritriche ou bipolaire polytriche. Elles forment des colonies rondes de couleur grise à vert foncé. Les espèces sont ou bien aérobies facultatives ou bien strictement anaérobies. Leur croissance a été observée sur la levure de bière, le peptone, l'extrait de viande, mais pas sur le galactose, le glucose, le maltose, l'amidon, l'éthanol, le méthanol, le formamide, l'acide formique, l'acide malique, l'acide propionique, l'acide lactique et l'acide acétique.
Pyrobaculum aerophilum a été la première de ces espèces dont le génome a été séquencé. C'est l'une des rares archées capables de respiration aérobie. Elle ne peut se développer qu'en présence d'oxygène O2 lorsqu'elle est privée de nitrate NO3–, mais est strictement anaérobie en présence de nitrate. Elle consomme à la fois des composés organiques et inorganiques lorsqu'elle est en respiration aérobie aussi bien qu'anaérobie ; les densités cellulaires maximum en culture ont été observées sur des substrats organiques complexes tels que la levure de bière, le tryptone et le peptone. Elle est également capable d'utiliser le soufre élémentaire pour sa croissance. Elle forme des colonies rondes de couleur jaune grisâtre. Elle se développe à des températures allant de 75 à 104 °C, avec un optimum à 100 °C.
Les souches de Pyrobaculum ont été isolées d'eaux bouillantes à pH neutre ou légèrement basique de solfatares ou de sources hydrothermales peu profondes. Pyrobaculum aerophilum a été isolé à partir d'un point d'eau de mer bouillante à Ischia, en Italie.